# Zsák Lajos
Zsák Lajos (Ľudovít Žák; Tótmegyer, 1891. november 20. – Verebély, 1972. december 5.) plébános, kanonok.

## Élete
Szülei Tomáš Žák (1867–1944) és Mária (1872–1953) voltak.
Teológiát végzett Esztergomban, majd 1914. júniusában szentelték fel. Tótmegyeren volt káplán. 1916-ban bevonult és tábori lelkész lett. Az első világháború után 3 évig ismét Tótmegyeren káplán. 1921–1927 között ideiglenes adminisztrátor lett Felsőszőlősön. 1927-től Komjáton lett adminisztrátor, majd plébános. 1934-1939 között érsekújvári alesperes. 1939-től verebélyi plébános volt, miközben 1939-től verebélyi alesperes és tanfelügyelő is egyben. 1944. májusától ideiglenesen ellátta a megüresedett nagyhindi és melleki plébániákat is. 1945-1947 között alapiskolai tanfelügyelő. Tiszteletbeli kanonok és esperes lett. Verebélyen nyugszik.
1914-től a Magyarországi r.k. hittanárok és hitoktatók Egyesületének tagja. 1938-tól a Slovenská jednota hetilap kiadója. Az első bécsi döntést követően a verebélyi szlovák kultúregylet támogatója és a szlovák nemzeti érzés fenntartója. Még komjáti plébánosként már a katonai parancsnoknál kérvényezte szlovák gimnázium nyitását a régióban. Ez akkor rögtön még nem valósult meg. A Nyitra-Pozsony közigazgatásilag egyelőre egyesített vármegyék törvényhatósági bizottságának tagja. 1947-től a verebélyi Jednota fogyasztási szövetkezet tagja. A magyarországi Szlovák Keresztény Néppárt alelnöke.